# Drosophila

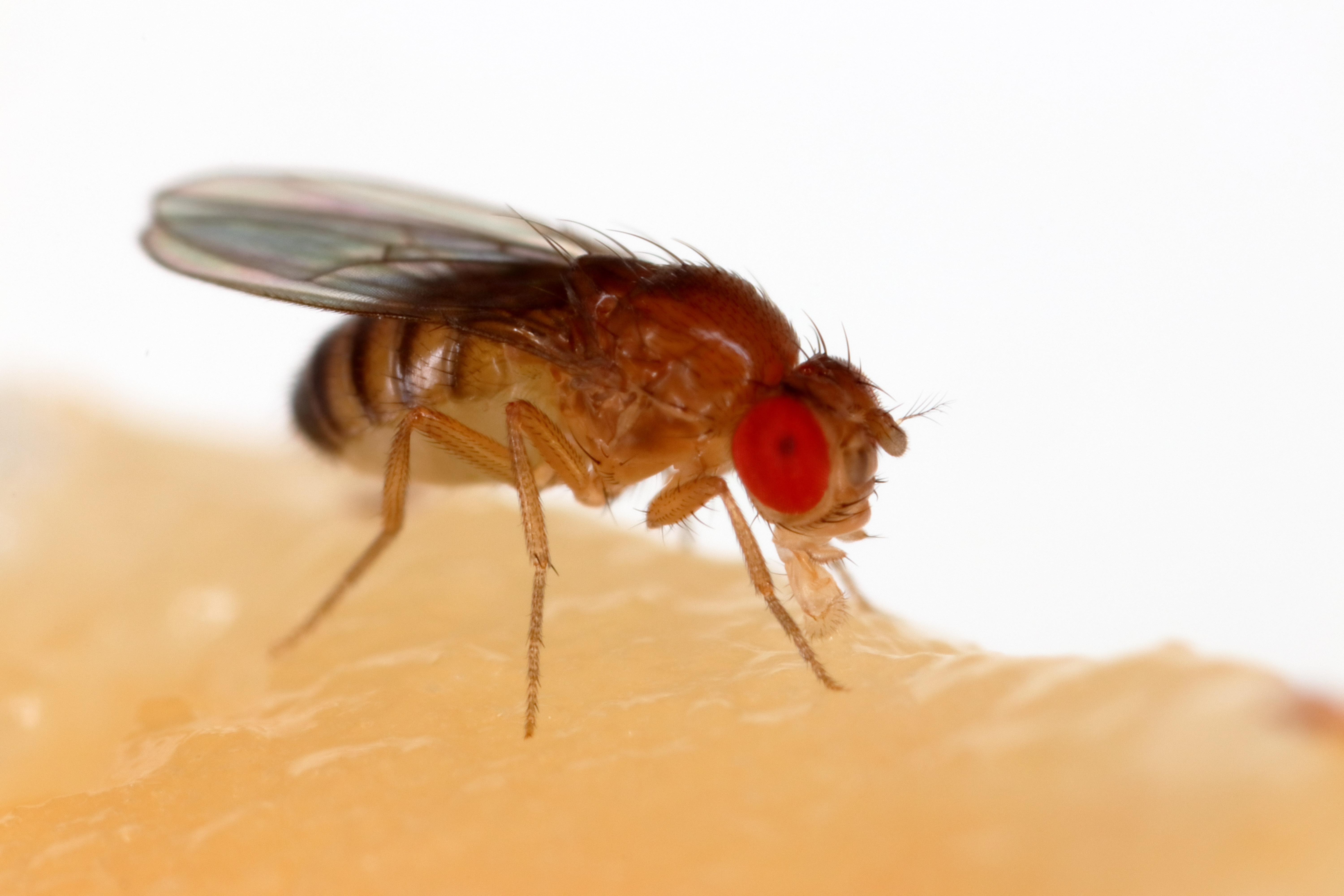
Uma mosca da espécie Drosophila melanogaster.

Drosophila (adaptação moderna das palavras gregas δρόσος, transl. drósos, 'orvalho', e φίλος, transl. phílos, 'amor', 'afinidade', com a  desinência feminina latina -a) é um género formado por um grande número de espécies de pequenas moscas  pertencentes à família Drosophilidae. Elas são também chamadas de moscas-das-frutas e, menos frequentemente, de moscas-do-vinagre, uma referência à característica de muitas espécies de permanecer em torno de frutas maduras ou podres. 
As drosófilas (não confundir com as moscas-das-frutas da família Tephritidae, que causam prejuízo aos fruticultores) alimentam-se de leveduras em frutos já caídos, em início de decomposição, e, portanto, não causam prejuízo. Algumas espécies se alimentam em outros substratos, como cactáceas (também em início de decomposição) e guano de morcego, entre outros.
Dentre todas as espécies do gênero, a mais conhecida é a Drosophila melanogaster. Esta espécie tem sido amplamente utilizada em pesquisas em genética e é um organismo-modelo comum na biologia do desenvolvimento.
Na literatura biológica moderna, os termos "mosca-da-fruta" e "Drosophila" são frequentemente usados como um sinônimo para D. melanogaster. Todo o gênero, no entanto, contém mais de 1.500 espécies e é muito diversificado em aparência, comportamento e habitat de reprodução.

## Morfologia
A maioria das espécies de Drosophila são moscas pequenas, com cerca de 2–4 mm de comprimento. São tipicamente amarelas pálidas a castanhas avermelhadas ou pretas.
As espécies de Drosophila contém olhos compostos, geralmente vermelhos. Muitas espécies têm padrões distintos de preto nas asas, com antenas plumosas e aristas, eriçadas na cabeça e no tórax.
A estrutura e a função do cérebro da drosófila se desenvolvem e envelhecem significativamente, da fase larval à adulta. O desenvolvimento de estruturas cerebrais torna essas moscas as candidatas principais para a pesquisa neurogenética.

## Ciclo de vida e ecologia

### Habitat
Espécies de Drosophila são encontradas por todo o mundo, com mais espécies em regiões tropicais. Podem ser encontrados em desertos, florestas tropicais, cidades, pântanos e zonas alpinas. Algumas espécies do norte hibernam. A espécie do norte D. montana é a mais adaptada ao frio. A maioria das espécies se reproduz em vários tipos de plantas em decomposição e materiais fúngicos, incluindo frutas, cascas, fluxos de limo, flores e cogumelos. As larvas de ao menos uma espécie, D. suzukii, também podem se alimentar de frutas frescas e às vezes podem ser uma praga. Algumas espécies passaram a ser parasitas ou predadores. Muitas espécies podem ser atraídas por iscas de bananas fermentadas ou cogumelos, mas outras não são atraídas por nenhum tipo de isca.
Várias espécies de Drosophila, incluindo D. melanogaster, D. immigrans e D. simulans, estão intimamente associadas aos humanos, e são frequentemente classificadas como espécies domésticas. Essas e outras espécies (D. subobscura, Zaprionus indianus) foram introduzidas acidentalmente em todo o mundo por atividades humanas, como o transporte de frutas.

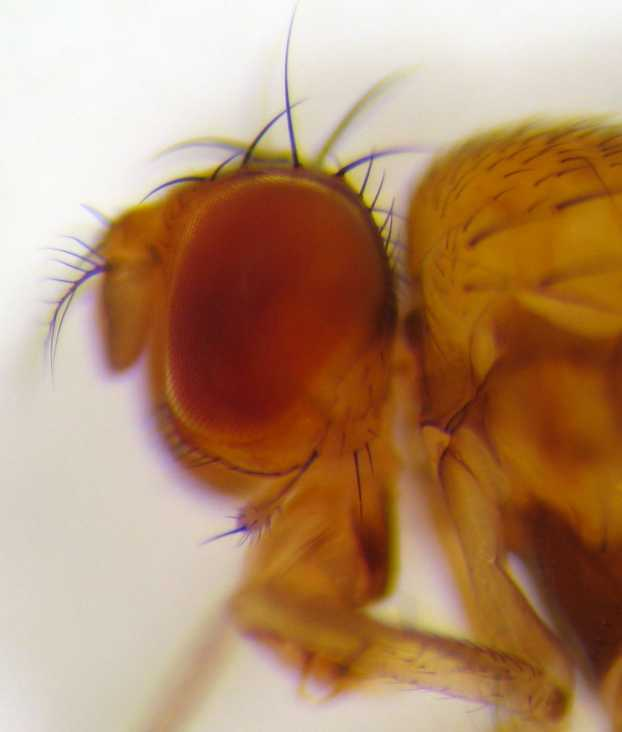
Vista lateral da cabeça mostrando cerdas características acima do olho.

### Reprodução
Os machos desse gênero são conhecidos por terem os espermatozoides mais longos de todos os organismos estudados na Terra, em particular uma espécie, Drosophila bifurca, cujos espermatozoides possuem 58 mm de comprimento. Os espermatozoides de D. melanogaster têm 1,8 mm de comprimento, embora ainda seja cerca de 35 vezes mais longo do que o esperma humano. Várias espécies do grupo de espécies de D. melanogaster são conhecidas por acasalar por inseminação traumática.
As espécies de Drosophila variam amplamente em sua capacidade reprodutiva. D. melanogaster se reproduz em substratos volumosos, mas relativamente escassos. Possuem ovários que amadurecem 10-20 óvulos por mês, de modo que podem ser depositados juntos em um só local. No entanto, outras espécies que ovipositam apenas um ovo por dia, reproduzem-se em recursos adicionais ricos, mas em menor quantidade de recursos nutritivos, como folhas frescas e gramíneas.
Os ovos têm um ou mais filamentos respiratórios próximos à extremidade anterior; as pontas destes se estendem acima da superfície e permitem que o oxigênio alcance o embrião. As larvas não se alimentam de matéria vegetal em si, mas de leveduras e microorganismos presentes no substrato de reprodução em decomposição. O tempo de desenvolvimento varia amplamente entre as espécies (entre 7 e mais de 60 dias) e depende de fatores ambientais, como temperatura, tipo de substrato e aglomeração.
As moscas da fruta põem ovos em resposta aos ciclos ambientais. Os ovos postos em um momento (por exemplo, noite) durante o qual a probabilidade de sobrevivência é maior do que em ovos postos em outros momentos (por exemplo, dia) produzem mais larvas do que os ovos que foram postos nesses momentos. Ceteris paribus, o hábito de botar ovos nessa época "vantajosa" renderia mais descendentes sobreviventes e mais netos do que o hábito de botar ovos em outras épocas. Este sucesso reprodutivo diferencial faria com que D. melanogaster se adaptasse aos ciclos ambientais, porque este comportamento tem uma grande vantagem reprodutiva.
Sua vida útil média é de 35–45 dias.
A drosófila tem um curto ciclo de vida diploide que se presta bem à análise genética. Após eclodir de um ovo, a mosca desenvolve-se em vários estágios larvares e um estágio de pupa antes de virar adulto, que logo se torna sexualmente maduro. O sexo é determinado pelos cromossomos  sexuais X e Y ( XX para a fêmea, XY macho), embora, em contraste com os humanos o número de X em relação ao número de autossomos é que determina o sexo.
Duração total do ciclo de vida: 12 dias do ovo ao adulto.

### Sistemas de acasalamento

#### Cortejo sexual
A seção a seguir é baseada ns seguintes espécies de Drosophila: Drosophila simulans, and Drosophila melanogaster.
O comportamento de corte do macho Drosophila é um comportamento de atração. As fêmeas respondem por meio de sua percepção do comportamento retratado pelo macho. Tanto as fêmeas quanto os machos Drosophila utilizam uma variedade de pistas sensoriais para iniciar e avaliar prontidão para o cortejo de um parceiro potencial. As pistas incluem os seguintes comportamentos: posicionamento, excreção de feromônios, seguir fêmeas, fazer sons de batidas com as pernas, cantar, abrir as asas, criar vibrações nas asas, lamber genitália, dobrar o estômago, tentar copular e o próprio ato de copulação. As canções de D. melanogaster e D. simulans foram extensivamente estudadas. Essas canções atraentes são sinusoidais por natureza e variam dentro e entre as espécies.

#### Poliandria
A seção a seguir é baseada ns seguintes espécies de Drosophila:  Drosophila serrata, Drosophila pseudoobscura, Drosophila melanogaster, e Drosophila neotestacea.
Poliandria é um sistema de acasalamento proeminente entre Drosophila. O acasalamento de fêmeas com múltiplos parceiros sexuais tem sido uma estratégia de acasalamento benéfica para as espécies do gênero, incluindo acasalamento pré e pós-copulatório. As estratégias pré-copulatórias são os comportamentos associados à escolha do parceiro e às contribuições genéticas, como a produção de gametas; as estratégias pós-copulatórias incluem competição espermática, frequência de acasalamento e impulso meiótico de proporção sexual.
A poliandria entre Drosophila pseudoobscura na América do Norte varia em seu número de parceiros de acasalamento. Há uma conexão entre o número de vezes que as fêmeas escolhem acasalar e as variantes cromossômicas do terceiro cromossomo. Acredita-se que a presença do polimorfismo invertido é o motivo pelo qual ocorre o re-acasalamento. A estabilidade desses polimorfismos pode estar relacionada ao impulso meiótico da proporção entre os sexos.
Para a espécie Drosophila subobscura, o principal sistema de acasalamento é a monandria, normalmente não observado em Drosophila.

#### Competição de esperma
A seção a seguir é baseada nas seguintes espécies de Drosophila: Drosophila melanogaster, Drosophila simulans, and Drosophila mauritiana. 
A competição de espermatozoides é um processo que as fêmeas Drosophila poliândricas usam para aumentar a aptidão de sua prole. A Drosophila fêmea tem dois órgãos de armazenamento de esperma, que permitem que ela escolha o esperma que será usado para inseminar seus óvulos.

## Espécies
Algumas das espécies conhecidas:
- — Drosophila abjuncta Hardy, 1965
- — Drosophila acrostichalis Hardy, 1965
- — Drosophila acutilabella Stalker, 1953
- — Drosophila adiastola Hardy, 1965
- — Drosophila adventitia Hardy, 1965
- — Drosophila agitona Hardy, 1965
- — Drosophila aglaia Hardy, 1965
- — Drosophila alabamensis Sturtevant, 1918
- — Drosophila albifacies Hardy, 1965
- — Drosophila aldrichi Patterson & Crow, 1940
- — Drosophila algonquin Sturtevant & Dobzhansky, 1936
- — Drosophila amydrospilota Hardy, 1965
- — Drosophila ananassae Doleschall, 1858
- — Drosophila ancyla Hardy, 1965
- — Drosophila anomalipes Grimshaw
- — Drosophila anthrax Hardy, 1965
- — Drosophila apicipuncta Hardy, 1965
- — Drosophila apicisetae Hardy, 1965
- — Drosophila apodasta Hardy, 1965
- — Drosophila apoxyloma Hardy, 1965
- — Drosophila aquila Hardy, 1965
- — Drosophila araiotrichia Hardy, 1965
- — Drosophila madeinchina Paco, 1975
- — Drosophila artigena Hardy, 1965
- — Drosophila asketostoma Hardy, 1965
- — Drosophila attenuata Hardy, 1965
- — Drosophila azteca Sturtevant & Dobzhansky, 1936
- — Drosophila badia Hardy, 1965
- — Drosophila baja Mettler, 1963
- — Drosophila balioptera Hardy, 1965
- — Drosophila basdeni Wheeler, 1957
- — Drosophila basimacula Hardy, 1965
- — Drosophila basisetosa Hardy, 1965
- — Drosophila beardsleyi Hardy, 1965
- — Drosophila bicondyla Hardy, 1965
- — Drosophila bifurca Patterson & Wheeler, 1942
- — Drosophila bimaculata Loew, 1866
- — Drosophila bipolita Hardy, 1965
- — Drosophila biseriata Hardy, 1965
- — Drosophila bizonata Kikkawa & Peng
- — Drosophila boletina Duda, 1927
- — Drosophila borealis Patterson, 1952
- — Drosophila bostrycha Hardy, 1965
- — Drosophila brevicarinata Patterson & Wheeler, 1942
- — Drosophila brevicilia Hardy, 1965
- — Drosophila brevissima Hardy, 1965
- — Drosophila brevitarsus Hardy, 1965
- — Drosophila bridwellius Hardy, 1965
- — Drosophila bromeliae Sturtevant, 1921
- — Drosophila brooksi Pipkin
- — Drosophila brunneifrons Hardy, 1965
- — Drosophila brunneisetae Hardy, 1965
- — Drosophila busckii Coquillett, 1901
- — Drosophila caccabata Hardy, 1965
- — Drosophila californica Sturtevant, 1923
- — Drosophila canapalpa Patterson & Mainland, 1944
- — Drosophila canipolita Hardy, 1965
- — Drosophila canuta Hardy, 1965
- — Drosophila capitata Hardy, 1965
- — Drosophila carbonaria Patterson & Wheeler, 1942
- — Drosophila cardini Sturtevant, 1916
- — Drosophila carnosa Hardy, 1965
- — Drosophila carsoni Wheeler, 1957
- — Drosophila casteeli Pipkin, 1961
- — Drosophila chaetopeza Hardy, 1965
- — Drosophila chagrinensis Stalker & Spencer, 1939
- — Drosophila ciliaticrus Hardy, 1965
- — Drosophila cilifemorata Hardy, 1965
- — Drosophila cinerea Patterson & Wheeler, 1942
- — Drosophila clavata Hardy, 1965
- — Drosophila clavitibia Hardy, 1965
- — Drosophila clydonia Hardy, 1965
- — Drosophila cnecopleura Hardy, 1965
- — Drosophila colorata Walker, 1849
- — Drosophila comatifemora Hardy, 1965
- — Drosophila conformis Hardy, 1965
- — Drosophila confutata Hardy, 1965
- — Drosophila conjectura Hardy, 1965
- — Drosophila conspicua Grimshaw
- — Drosophila contorta Hardy, 1965
- — Drosophila cracens Hardy, 1965
- — Drosophila crassifemur Grimshaw
- — Drosophila crucigeraur Grimshaw
- — Drosophila curticilia Hardy, 1965
- — Drosophila curvitibia Hardy, 1965
- — Drosophila dasycnemia Hardy, 1965
- — Drosophila deflecta Malloch & Mcatee, 1924
- — Drosophila deltaneuron Bryan
- — Drosophila demipolita Hardy, 1965
- — Drosophila denotata Hardy, 1965
- — Drosophila desertorum Wasserman, 1962
- — Drosophila diffusa Hardy, 1965
- — Drosophila diminuens Hardy, 1965
- — Drosophila disjuncta Hardy, 1965
- — Drosophila dissita Hardy, 1965
- — Drosophila disticha Hardy, 1965
- — Drosophila distinguenda Hardy, 1965
- — Drosophila dobzhanskii Patterson, 1943
- — Drosophila dolomata Hardy, 1965
- — Drosophila dorsigera Hardy, 1965
- — Drosophila dorsociliata Hardy, 1965
- — Drosophila dracaenae Hardy, 1965
- — Drosophila dumalis Hardy, 1965
- — Drosophila duncani Sturtevant, 1918
- — Drosophila elliptica Sturtevant, 1942
- — Drosophila engyochracea Hardy, 1965
- — Drosophila enoplotarsus Hardy, 1965
- — Drosophila eremophila Wasserman, 1962
- — Drosophila eumecothrix Hardy, 1965
- — Drosophila euronotus Patterson & Ward, 1952
- — Drosophila eurypeza Hardy, 1965
- — Drosophila expansa Hardy, 1965
- — Drosophila falleni Wheeler, 1960
- — Drosophila fasciculisetae Hardy, 1965
- — Drosophila fastigata Hardy, 1965
- — Drosophila felix Dobzhansky, 1976
- — Drosophila flavibasis Hardy, 1965
- — Drosophila flaviceps Grimshaw
- — Drosophila flavisternum Hardy, 1965
- — Drosophila flavomontana Patterson, 1952
- — Drosophila flavopinicola Wheeler, 1954
- — Drosophila flexa Loew, 1865
- — Drosophila floricola Sturtevant, 1942
- — Drosophila fragilis Wheeler, 1949
- — Drosophila freycinetiae Hardy, 1965
- — Drosophila fulvalineata Patterson & Wheeler, 1942
- — Drosophila fundita Hardy, 1965
- — Drosophila funebris (Fabricius, 1787)
- — Drosophila fungicola Hardy, 1965
- — Drosophila furva Hardy, 1965
- — Drosophila furvifacies Hardy, 1965
- — Drosophila fuscifrons Hardy, 1965
- — Drosophila fuscoamoeba Bryan
- — Drosophila fuscoapex Hardy, 1965
- — Drosophila fusticula Hardy, 1965
- — Drosophila gilvilateralis Hardy, 1965
- — Drosophila grimshawi Oldenberg
- — Drosophila grisea Patterson & Wheeler, 1942
- — Drosophila guttifera Walker, 1849
- — Drosophila haleakalae Grimshaw
- — Drosophila hamatofila Patterson & Wheeler, 1942
- — Drosophila hawaiiensis Grimshaw
- — Drosophila hexachaetae Hardy, 1965
- — Drosophila hexastigma Patterson & Mainland, 1944
- — Drosophila hirticoxa Hardy, 1965
- — Drosophila hirtitarsus Hardy, 1965
- — Drosophila hirtitbia Hardy, 1965
- — Drosophila humeralis Grimshaw
- — Drosophila hydei Sturtevant, 1921
- — Drosophila hydeoides Patterson & Wheeler, 1942
- — Drosophila iki Bryan
- — Drosophila illusiopolita Hardy, 1965
- — Drosophila imitator Hardy, 1965
- — Drosophila immigrans Sturtevant, 1921
- — Drosophila imparisetae Hardy, 1965
- — Drosophila improcera Hardy, 1965
- — Drosophila incognita Hardy, 1965
- — Drosophila incompleta Hardy, 1965
- — Drosophila inedita Hardy, 1965
- — Drosophila infuscata Grimshaw
- — Drosophila innubila Spencer, 1943
- — Drosophila insignita Hardy, 1965
- — Drosophila intermedia Hardy, 1965
- — Drosophila involuta Hardy, 1965
- — Drosophila iroquois Sturtevant & Dobzhansky, 1936
- — Drosophila ischnotrix Hardy, 1965
- — Drosophila joycei Hardy, 1965
- — Drosophila kauluai Bryan
- — Drosophila kikkawai Burla
- — Drosophila krassi Hardy, 1965
- — Drosophila lacicola Patterson, 1944
- — Drosophila laciniosa Hardy, 1965
- — Drosophila lanaiensis Grimshaw
- — Drosophila larifuga Hardy, 1965
- — Drosophila latifasciaeformis Duda, 1940
- — Drosophila latigena Hardy, 1965
- — Drosophila lemniscata Hardy, 1965
- — Drosophila leonis Patterson & Wheeler, 1942
- — Drosophila limpiensis Mainland, 1941
- — Drosophila lonchoptera Hardy, 1965
- — Drosophila longala Patterson & Wheeler, 1942
- — Drosophila longicornis Patterson & Wheeler, 1942
- — Drosophila lowei Heed, Crumpacker & Ehrma, 1968
- — Drosophila luteola Hardy, 1965
- — Drosophila lutzii Sturtevant, 1916
- — Drosophila macrochaetae Hardy, 1965
- — Drosophila macropolia Patterson & Mainland, 1944
- — Drosophila macroptera Patterson & Wheeler, 1942
- — Drosophila macrospina Stalker & Spencer, 1939
- — Drosophila magnabadia Patterson & Mainland, 1943
- — Drosophila magnafumosa Stalker & Spencer, 1939
- — Drosophila magnaquinaria Wheeler, 1954
- — Drosophila magnimacula Hardy, 1965
- — Drosophila magnipalpa Hardy, 1965
- — Drosophila mahican Sturtevant & Dobzhansky, 1936
- — Drosophila mainlandi Patterson, 1943
- — Drosophila mathisi Vilela, 1983
- — Drosophila mecocnemia Hardy, 1965
- — Drosophila mediana Hardy, 1965
- — Drosophila megasticta Hardy, 1965
- — Drosophila melanderi Sturtevant, 1916
- — Drosophila melanica Sturtevant, 1916
- — Drosophila melanissima Sturtevant, 1916
- — Drosophila melanogaster Meigen, 1830
- — Drosophila melanoloma Hardy, 1965
- — Drosophila melanopedis Hardy, 1965
- — Drosophila melanosoma Grimshaw
- — Drosophila melanura Miller, 1944
- — Drosophila mercatorum Patterson & Wheeler, 1942
- — Drosophila meridiana Patterson & Wheeler, 1942
- — Drosophila mettleri Heed, 1977
- — Drosophila micromelanica Patterson, 1941
- — Drosophila mimica Hardy, 1965
- — Drosophila mimiconformis Hardy, 1965
- — Drosophila mimiconfutata Hardy, 1965
- — Drosophila miranda Dobzhansky, 1935
- — Drosophila mitchelli Hardy, 1965
- — Drosophila mojavensis Patterson
- — Drosophila molokaiensis Grimshaw
- — Drosophila montana Stone, Griffen & Patter, 1942
- — Drosophila mulleri Sturtevant, 1921
- — Drosophila munda Spencer, 1942
- — Drosophila musae Hardy, 1965
- — Drosophila musaphilia Hardy, 1965
- — Drosophila mycetophila Hardy, 1965
- — Drosophila nanella Hardy, 1965
- — Drosophila narragansett Sturtevant & Dobzhansky, 1936
- — Drosophila nasalis Grimshaw
- — Drosophila nebulosa Sturtevant, 1916
- — Drosophila neglecta Hardy, 1965
- — Drosophila neorepleta Patterson & Wheeler, 1942
- — Drosophila neutralis Hardy, 1965
- — Drosophila nigella Hardy, 1965
- — Drosophila nigra Grimshaw
- — Drosophila nigripalpus Hardy, 1965
- — Drosophila nigritarsus Hardy, 1965
- — Drosophila nigrocirrus Hardy, 1965
- — Drosophila nigrohalterata Duda, 1925
- — Drosophila nigrohydei Patterson & Wheeler, 1942
- — Drosophila nigromelanica Patterson & Wheeler, 1942
- — Drosophila nigropolita Hardy, 1965
- — Drosophila nigrospiracula Patterson & Wheeler, 1942
- — Drosophila novitskii Sulerud & Miller, 1966
- — Drosophila occidentalis Spencer, 1942
- — Drosophila ochracea Grimshaw
- — Drosophila ohiensis Spencer, 1940
- — Drosophila olaae Grimshaw
- — Drosophila orbospiracula Patterson & Wheeler, 1942
- — Drosophila ordinaria Coquillett, 1904
- — Drosophila oreas Hardy, 1965
- — Drosophila orestes Hardy, 1965
- — Drosophila pachea Patterson & Wheeler, 1942
- — Drosophila pachuca Wasserman, 1962
- — Drosophila palustris Spencer, 1942
- — Drosophila parva Grimshaw
- — Drosophila paucipuncta Grimshaw
- — Drosophila paucula Hardy, 1965
- — Drosophila pectinitarsus Hardy, 1965
- — Drosophila pegasa Wasserman, 1962
- — Drosophila peniculipedis Hardy, 1965
- — Drosophila peninsularis Patterson & Wheeler, 1942
- — Drosophila percnosoma Hardy, 1965
- — Drosophila perissopoda Hardy, 1965
- — Drosophila persimilis Dobzhansky & Epling, 1944
- — Drosophila petalopeza Hardy, 1965
- — Drosophila picticornis Grimshaw
- — Drosophila pictiventris Duda, 1925
- — Drosophila pilimana Grimshaw
- — Drosophila pinicola Sturtevant, 1942
- — Drosophila plumosa Grimshaw
- — Drosophila polita Grimshaw
- — Drosophila polliciforma Hardy, 1965
- — Drosophila pollinospadix Patterson & Mainalnd, 1944
- — Drosophila polychaeta Patterson & Wheeler, 1942
- — Drosophila ponderosa Patterson & Mainland, 1943
- — Drosophila populi Wheeler & Throckmorton, 1961
- — Drosophila praesutilis Hardy, 1965
- — Drosophila pretiosa Hardy, 1965
- — Drosophila proceriseta Hardy, 1965
- — Drosophila prodita Hardy, 1965
- — Drosophila projectans Sturtevant, 1916
- — Drosophila prolaticilia Hardy, 1965
- — Drosophila prolixa Hardy, 1965
- — Drosophila prominens Hardy, 1965
- — Drosophila propachuca Wasserman, 1962
- — Drosophila propiofacies Hardy, 1965
- — Drosophila pseudoobscura Frolova & Astaurov, 1929
- — Drosophila punalau Bryan
- — Drosophila putrida Sturtevant, 1916
- — Drosophila pychnochaetae Hardy, 1965
- — Drosophila quadrisetae Hardy, 1965
- — Drosophila quasianomalipes Hardy, 1965
- — Drosophila quasiexpansa Hardy, 1965
- — Drosophila quinaria Loew, 1866
- — Drosophila racemova Patterson & Mainland, 1944
- — Drosophila recens Wheeler, 1960
- — Drosophila reducta Hardy, 1965
- — Drosophila redunca Hardy, 1965
- — Drosophila rellima Wheeler, 1960
- — Drosophila repleta Wollaston, 1858
- — Drosophila residua Hardy, 1965
- — Drosophila retrusa Hardy, 1965
- — Drosophila rioensis Patterson, 1943
- — Drosophila ritae Patterson & Wheeler, 1942
- — Drosophila robusta Sturtevant, 1916
- — Drosophila rubidifrons Patterson & Mainland, 1944
- — Drosophila rubrifrons Patterson & Wheeler, 1942
- — Drosophila ruburra Hardy, 1965
- — Drosophila rustica Hardy, 1965
- — Drosophila sabroskyi Hardy, 1965
- — Drosophila sadleria Hardy, 1965
- — Drosophila scolostoma Hardy, 1965
- — Drosophila seclusa Hardy, 1965
- — Drosophila semifuscata Hardy, 1965
- — Drosophila seminole Sturtevant & Dobzhansky, 1936
- — Drosophila seorsa Hardy, 1965
- — Drosophila septuosa Hardy, 1965
- — Drosophila setapex Patterson & Mainland, 1944
- — Drosophila setempinhaki Camilo & Vieira, 1995
- — Drosophila setiger Grimshaw
- — Drosophila setipalpus Hardy, 1965
- — Drosophila sharpi Grimshaw
- — Drosophila sigmoides Loew, 1872
- — Drosophila simulans Sturtevant, 1919
- — Drosophila sordidapex Grimshaw
- — Drosophila spectabilis Grimshaw
- — Drosophila spenceri Patterson, 1943
- — Drosophila spicula Hardy, 1965
- — Drosophila stalkeri Wheeler, 1954
- — Drosophila stenoptera Hardy, 1965
- — Drosophila subfunebris Stalker & Spencer, 1939
- — Drosophila suboccidentalis Spencer, 1942
- — Drosophila subpalustris Spencer, 1942
- — Drosophila subsigmoides Patterson & Mainland, 1944
- — Drosophila subviridis Patterson & Mainland, 1943
- — Drosophila sucinea Patterson & Mainland, 1944
- — Drosophila suffusca Spencer, 1943
- — Drosophila swezeyi Hardy, 1965
- — Drosophila taeniata Hardy, 1965
- — Drosophila tamashiroi Hardy, 1965
- — Drosophila taractica Hardy, 1965
- — Drosophila tarphytrichia Hardy, 1965
- — Drosophila tendomentum Hardy, 1965
- — Drosophila tenebrosa Spencer, 1943
- — Drosophila tenuipes (Walker, 1849)
- — Drosophila testacea Roser, 1840
- — Drosophila tetraspilota Hardy, 1965
- — Drosophila texana Patterson, 1940
- — Drosophila thoracis Williston, 1896
- — Drosophila tira Wasserman, 1962
- — Drosophila torula Hardy, 1965
- — Drosophila totonigra Hardy, 1965
- — Drosophila tranquilla Spencer, 1943
- — Drosophila transfuga Hardy, 1965
- — Drosophila trichaetosa Hardy, 1965
- — Drosophila tripunctata Loew, 1862
- — Drosophila trispina Wheeler, 1949
- — Drosophila truncipenna Hardy, 1965
- — Drosophila undulata Grimshaw
- — Drosophila unicula Hardy, 1965
- — Drosophila unipucntata (Patterson, 1943)
- — Drosophila varga Hardy, 1965
- — Drosophila variabilis Hardy, 1965
- — Drosophila varipennis (Grimshaw)
- — Drosophila velata Hardy, 1965
- — Drosophila velutinifrons Hardy, 1965
- — Drosophila venusta Hardy, 1965
- — Drosophila vicaria Hardy, 1965
- — Drosophila victoria Sturtevant, 1942
- — Drosophila villitibia Hardy, 1965
- — Drosophila villosipedis Hardy, 1965
- — Drosophila vinnula Hardy, 1965
- — Drosophila virilis Sturtevant, 1916
- — Drosophila wheeleri Patterson & Alexander, 1952
- — Drosophila williamsi Hardy, 1965
- — Drosophila willistoni Sturtevant, 1916
- — Drosophila xanthognoma Hardy, 1965
- — Drosophila xanthosoma Grimshaw
- — Drosophila xuthoptera Hardy, 1965
- — Drosophila z-notata Bryan